# Schoutedenapus
Schoutedenapus és un gènere d'ocells de la família dels apòdids (Apodidae). Aquests falciots habiten en zones obertes de l'Àfrica subsahariana.

## Taxonomia
Segons la classificació del Congrés Ornitològic Internacional (versió 2.5, 2010) aquest gènere està format per dues espècies:
- falciot cuallarg de Shoa (Schoutedenapus myoptilus).
- falciot cuallarg de Schouteden (Schoutedenapus schoutedeni).